# Володень
Володень (рум. Volodeni, Володяны) — село в Единецком районе Молдавии. Наряду с селом Блештень входит в состав коммуны Блештень.

## География
Село расположено на высоте 173 метров над уровнем моря.

## Население
По данным переписи населения 2004 года, в селе Володень проживает 796 человек (374 мужчины, 422 женщины).
Этнический состав села:
| Национальность | Число жителей | Процентный состав |
| -------------- | ------------- | ----------------- |
| молдаване      | 767           | 96.36             |
| украинцы       | 15            | 1.88              |
| русские        | 7             | 0.88              |
| румыны         | 7             | 0.88              |
| Всего          | 796           | 100%              |